# USS Norton Sound (AVM-1)
O USS Norton Sound foi construído originalmente como um navio auxiliar para aviões anfíbios pela Los Angeles Shipbuilding and Drydock Company de Los Angeles, na Califórnia. Ele foi batizado em homenagem ao golfo Norton Sound da região Oeste do Alasca.
Sua construção teve início em 7 de Setembro de 1942 e foi lançado em 28 de Novembro de 1943. Participou de missões no Oceano Pacífico durante a Segunda Guerra Mundial, tendo recebido duas condecorações por essa atuação. Em 1946 ele passou por uma reforma e se juntou à frota do Atlântico, onde permaneceu até Outubro de 1947, quando voltou à San Diego para se juntar novamente à frota do Pacífico.
Durante o ano de 1948, o Norton Sound sofreu modificações para passar a atuar como plataforma de lançamento de mísseis na Philadelphia Naval Shipyard.
Em Fevereiro de 1949, depois que foram instalados equipamentos para lançamento do foguete Aerobee na Long Beach Naval Shipyard, ele se deslocou para águas equatoriais distantes da costa da América do Sul e lançou dois foguetes Aerobee. Os experimentos desses lançamentos retornaram informações sobre o cinturão de radiação da Terra.
Depois de mais uma série de modificações em Fevereiro e Março de 1950 na San Francisco Naval Shipyard, o Norton Sound lançou um foguete Viking de cinco toneladas em 11 de Maio. Esse foguete levou uma carga útil de 230 kg a uma altitude de 169 km, e forneceu dados sobre raios cósmicos, encerrando a primeira fase das atividades do Norton Sound como plataforma de lançamento de mísseis.
Nas décadas seguintes, 60, 70 e 80, o Norton Sound continuou a ser usado como plataforma de testes da vários sistemas de controle e lançamento de mísseis, até ser retirado de serviço em 11 de Dezembro de 1986.